# Cerneșciîna, Kotelva
Cerneșciîna (în ucraineană Чернещина) este un sat în așezarea urbană Kotelva din regiunea Poltava, Ucraina.

## Demografie
Componența lingvistică a localității Cerneșciîna
     Ucraineană (100%)
Conform recensământului din 2001, toată populația localității Cerneșciîna era vorbitoare de ucraineană (100%).